# ポップ・ソウ
ペイプ・ソウ（Pape Sow）ことポップ・レー・ソウ（Pape Laye Sow、1981年11月22日 - ）は、セネガルの元バスケットボール選手。ダカール州ダカール県ダカール出身。ポジションはパワーフォワード。208cm、110kg。